# JumpStart
JumpStart (conhecido como Jump Ahead no Reino Unido) é uma franquia de mídia educacional para crianças, composta principalmente por jogos educativos, produzida pela JumpStart Games. A série originalmente consistia em uma série de jogos educativos para PC, mas desde então se expandiu para incluir livros de exercícios, filmes lançados diretamente em mídia doméstica, aplicativos móveis e outras mídias, incluindo um jogo multijogador massivo online no JumpStart.com, que foi lançado em 10 de março de 2009.

## Recepção

### Recepção crítica
JumpStart Study Helpers Math Booster e Spelling Bee foram notáveis por permitir que os usuários editassem os problemas de matemática ou palavras usadas no jogo. Carolyn Handler Miller, do Digital Storytelling: A Creator's Guide to Interactive Entertainment, escreveu que a série "encontrou o equilíbrio certo entre o enredo e outras demandas de títulos educacionais". A série tem a reputação de fornecer jogos "seguros e apropriados para a idade" para crianças. O Houston Chronicle elogiou a série por "oferecer muitas e variadas atividades acadêmicas, muitas atividades orientadas para o jogo, incentivos para estimular e recompensar as conquistas e todos os enfeites interativos — personagens legais, ótimos gráficos 3-D e efeitos sonoros rápidos", descrevendo o World Kindergarten, 1st Grade e 2nd Grade como peças superlativas de software educacional.

### Desempenho comercial
A Knowledge Adventure faturou 35 milhões de dólares em vendas em 1994 vendendo títulos como JumpStart Kindergarten e Bug Adventures.
JumpStart Kindergarten foi o 8.º título mais popular na categoria CD-ROM na área de Washington na semana que terminou em 14 de outubro de 1995, e 9.º na semana que terminou em 4 de maio de 1996. Ao longo de 1997, JumpStart Toddlers recebeu mais de quatro milhões de dólares. No primeiro semestre de 1997, quatro dos cinco principais títulos educacionais para Windows eram produtos JumpStart, enquanto quatro dos dez principais títulos educacionais domésticos para DOS/Windows eram JumpStart. Dois dos CD Roms de varejo mais vendidos de agosto de 1997 foram produtos JumpStart (5.º e 6.º), após o Microsoft Windows 95 Upgrade, Norton Utilities, Myst e Viruscan. JumpStart 1st Grade (3.º), JumpStart Adventures 3rd Grade (4.º), JumpStart 2nd Grade (5.º), JumpStart Kindergarten II (6.º), JumpStart Preschool (7.º), JumpStart Adventures Fourth Grade (8.º), JumpStart Toddlers estavam dentre os softwares educacionais mais vendidos em treze cadeias de varejo de software dos EUA na semana que terminou em 19 de setembro de 1998. Jumpstart Preschool (2.º), Jumpstart First Grade (3.º), Jumpstart Kindergarten (7.º), e Jumpstart Second Grade (8.º) estavam entre os softwares de educação domiciliar mais vendidos em treze cadeias de varejo de software na semana que terminou em 1.º de maio de 1999.
Em 2002, a série vendeu mais de treze milhões de unidades.